# فرناندو کوتو
فرناندو کوتو (انگلیسی: Fernando Couto؛ زادهٔ ۲ اوت ۱۹۶۹) یک بازیکن فوتبال اهل پرتغال است.
وی هم‌چنین در تیم ملی فوتبال پرتغال بازی کرده‌است.